# Vi ska bara leva klart
Vi ska bara leva klart is het eerste album van de Zweedse popgroep Raymond & Maria. 

## Tracks
1. Nej
2. Ingen vill veta var du köpt din tröja
3. Redan idag
4. Ingenting för dig
5. De älskar dig
6. Min pappa
7. Det går aldrig att bli dum igen
8. Vi ska bara leva klart
9. Som
10. När jag blundar